# Premier-liha (2009/2010)
Premier Liha w piłce nożnej 2009/10 – XIX edycja najwyższych w hierarchii rozgrywek ligowych ukraińskiej klubowej piłki nożnej. Sezon rozpoczął się 17 lipca 2009, a zakończył się 9 maja 2010.

## Drużyny
Zespoły występujące w Premier Lidze 2009/2010
- Arsenał Kijów
- Czornomoreć Odessa
- Dnipro Dniepropetrowsk
- Dynamo Kijów
- Illicziweć Mariupol
- Karpaty Lwów
- Krywbas Krzywy Róg
- Metalist Charków
- Metałurh Donieck
- Metałurh Zaporoże
- Obołoń Kijów
- Szachtar Donieck
- Tawrija Symferopol
- Worskła Połtawa
- Zakarpattia Użhorod
- Zoria Ługańsk

Uwagi
 – zespoły, które awansowały z Pierwszej ligi edycji 2008/2009.

## Stadiony
| Lp. | Klub                   | Miasto          | Stadion                 | Pojemność |
| --- | ---------------------- | --------------- | ----------------------- | --------- |
| 1   | Arsenał Kijów          | Kijów           | Stadion Kołos           | 5 654     |
| 2   | Czornomoreć Odessa     | Odessa          | Stadion Spartak         | 5 000     |
| 3   | Dnipro Dniepropetrowsk | Dniepropetrowsk | Stadion Dnipro Arena    | 31 003    |
| 4   | Dynamo Kijów           | Kijów           | Stadion Dynamo          | 16 873    |
| 5   | Illicziweć Mariupol    | Mariupol        | Stadion Illicziweć      | 12 680    |
| 6   | Karpaty Lwów           | Lwów            | Stadion Ukraina         | 28 051    |
| 7   | Krywbas Krzywy Róg     | Krzywy Róg      | Stadion Metałurh        | 29 782    |
| 8   | Metalist Charków       | Charków         | Stadion Metalist        | 43 000    |
| 9   | Metałurh Donieck       | Donieck         | Stadion Metałurh        | 5 300     |
| 10  | Metałurh Zaporoże      | Zaporoże        | Stadion Sławutycz Arena | 11 883    |
| 11  | Obołoń Kijów           | Kijów           | Stadion Obołoń          | 4 305     |
| 12  | Szachtar Donieck       | Donieck         | Donbas Arena            | 51 371    |
| 13  | Tawrija Symferopol     | Symferopol      | Stadion Łokomotyw       | 20 000    |
| 14  | Worskła Połtawa        | Połtawa         | Stadion Worskła         | 24 586    |
| 15  | Zakarpattia Użhorod    | Użhorod         | Stadion Awanhard        | 12 000    |
| 16  | Zoria Ługańsk          | Ługańsk         | Stadion Awanhard        | 23 243    |

## Końcowa tabela
| Lp. | Drużyna                 | M  | Z  | R  | P  | Bramki | Bramki | Różn. | Pkt | Uwagi                                         |
| --- | ----------------------- | -- | -- | -- | -- | ------ | ------ | ----- | --- | --------------------------------------------- |
| 1   | Szachtar Donieck (M)    | 30 | 24 | 5  | 1  | 62     | 18     | +44   | 77  | Liga Mistrzów UEFA • Faza grupowa             |
| 2   | Dynamo Kijów            | 30 | 22 | 5  | 3  | 61     | 16     | +45   | 71  | Liga Mistrzów UEFA • III runda kwalifikacyjna |
| 3   | Metalist Charków        | 30 | 19 | 5  | 6  | 49     | 23     | +26   | 62  | Liga Europy UEFA • Runda play-off             |
| 4   | Dnipro                  | 30 | 15 | 9  | 6  | 48     | 25     | +23   | 54  | Liga Europy UEFA • III runda kwalifikacyjna   |
| 5   | Karpaty Lwów            | 30 | 13 | 11 | 6  | 44     | 35     | +9    | 50  | Liga Europy UEFA • II runda kwalifikacyjna    |
| 6   | Tawrija Symferopol      | 30 | 12 | 9  | 9  | 38     | 38     | 0     | 45  |                                               |
| 7   | Arsenał Kijów           | 30 | 11 | 9  | 10 | 44     | 41     | +3    | 42  |                                               |
| 8   | Metałurh Donieck        | 30 | 11 | 7  | 12 | 41     | 33     | +8    | 40  |                                               |
| 9   | Metałurh Zaporoże       | 30 | 10 | 5  | 15 | 31     | 48     | −17   | 35  |                                               |
| 10  | Worskła Połtawa         | 30 | 6  | 13 | 11 | 29     | 32     | −3    | 31  |                                               |
| 11  | Obołoń Kijów            | 30 | 9  | 4  | 17 | 26     | 50     | −24   | 31  |                                               |
| 12  | Illicziweć Mariupol     | 30 | 7  | 8  | 15 | 31     | 56     | −25   | 29  |                                               |
| 13  | Zoria Ługańsk           | 30 | 7  | 7  | 16 | 23     | 47     | −24   | 28  |                                               |
| 14  | Krywbas Krzywy Róg      | 30 | 7  | 4  | 19 | 31     | 47     | −16   | 25  |                                               |
| 15  | Czornomoreć Odessa (S)  | 30 | 5  | 9  | 16 | 21     | 44     | −23   | 24  | Spadek do Perszoji lihi                       |
| 16  | Zakarpattia Użhorod (S) | 30 | 5  | 4  | 21 | 18     | 44     | −26   | 19  | Spadek do Perszoji lihi                       |

## Wyniki
| Gospodarz \ Gość    | ARS | CZO | DNI | DKV | ILL | KAR | KRY | MET | MDO | MZA | OBO | SZA | TAW | WOR | ZAK | ZOR |
| Arsenał Kijów       |     | 2:0 | 1:1 | 0:1 | 3:1 | 0:0 | 2:1 | 1:2 | 2:0 | 2:0 | 4:1 | 2:4 | 1:6 | 2:0 | 0:0 | 1:1 |
| Czornomoreć Odessa  | 1:3 |     | 0:1 | 0:1 | 1:1 | 1:1 | 3:1 | 0:2 | 1:1 | 0:0 | 0:1 | 0:1 | 2:0 | 0:0 | 2:0 | 1:1 |
| Dnipro              | 1:1 | 3:1 |     | 0:2 | 4:1 | 3:0 | 3:1 | 2:0 | 2:0 | 2:0 | 2:0 | 2:2 | 3:1 | 2:2 | 1:0 | 2:2 |
| Dynamo Kijów        | 3:1 | 5:0 | 2:1 |     | 3:1 | 1:1 | 1:0 | 3:0 | 3:1 | 3:0 | 2:1 | 3:0 | 6:0 | 1:0 | 2:0 | 2:0 |
| Illicziweć Mariupol | 1:2 | 2:0 | 0:3 | 1:1 |     | 2:2 | 0:3 | 0:2 | 0:4 | 2:1 | 1:0 | 0:2 | 2:2 | 0:0 | 1:0 | 1:0 |
| Karpaty Lwów        | 3:3 | 1:1 | 1:0 | 1:0 | 2:2 |     | 0:2 | 2:1 | 2:2 | 3:3 | 5:0 | 0:2 | 1:0 | 1:0 | 1:0 | 4:0 |
| Krywbas Krzywy Róg  | 0:1 | 2:3 | 0:0 | 1:3 | 0:2 | 1:2 |     | 2:2 | 0:1 | 1:3 | 3:2 | 0:2 | 0:1 | 1:1 | 3:1 | 4:0 |
| Metalist Charków    | 1:0 | 5:1 | 3:2 | 1:2 | 3:1 | 1:0 | 1:0 |     | 2:0 | 4:0 | 0:1 | 1:1 | 1:1 | 1:0 | 2:1 | 2:0 |
| Metałurh Donieck    | 3:0 | 2:0 | 0:0 | 1:1 | 4:1 | 1:0 | 0:1 | 0:1 |     | 3:0 | 5:0 | 0:1 | 0:0 | 1:3 | 4:1 | 0:0 |
| Metałurh Zaporoże   | 2:1 | 1:0 | 1:3 | 0:0 | 2:0 | 0:1 | 2:1 | 0:2 | 3:2 |     | 2:1 | 0:2 | 0:1 | 1:1 | 3:0 | 3:1 |
| Obołoń Kijów        | 0:0 | 1:0 | 1:0 | 0:4 | 1:1 | 1:3 | 1:2 | 0:2 | 2:1 | 4:1 |     | 0:1 | 1:0 | 1:1 | 0:1 | 3:0 |
| Szachtar Donieck    | 3:1 | 3:0 | 0:0 | 1:0 | 2:1 | 5:1 | 3:0 | 2:1 | 4:1 | 2:0 | 4:0 |     | 3:0 | 1:0 | 1:0 | 3:1 |
| Tawrija Symferopol  | 2:2 | 2:1 | 2:1 | 2:3 | 3:3 | 1:1 | 3:1 | 0:0 | 1:0 | 2:0 | 0:0 | 2:3 |     | 1:0 | 3:2 | 0:1 |
| Worskła Połtawa     | 1:5 | 0:0 | 1:1 | 1:1 | 3:0 | 1:2 | 0:0 | 0:0 | 1:2 | 1:1 | 3:2 | 1:1 | 0:1 |     | 2:0 | 2:0 |
| Zakarpattia Użhorod | 2:1 | 1:1 | 0:2 | 1:0 | 0:1 | 1:1 | 3:0 | 0:2 | 0:1 | 0:1 | 0:1 | 1:1 | 0:1 | 1:3 |     | 2:1 |
| Zoria Ługańsk       | 0:0 | 0:1 | 0:1 | 0:2 | 3:2 | 0:2 | 1:0 | 1:4 | 1:1 | 3:1 | 2:0 | 0:2 | 0:0 | 2:1 | 2:0 |     |

Aktualne na 9 maja 2010. Źródło: Oficjalna strona ligi
Objaśnienia:
1Drużyna gospodarzy jest wymieniona po lewej stronie tabeli.
Kolory: zielony – zwycięstwo gospodarzy, żółty – remis, różowy – zwycięstwo gości.

## Najlepsi strzelcy
Ostatnia aktualizacja: 9 maja 2010
| # | Strzelec            | Drużyna                           | Mecze | Bramki(karne) |
| - | ------------------- | --------------------------------- | ----- | ------------- |
| 1 | Artem Miłewski      | Dynamo Kijów                      | 27    | 17 (5)        |
| 2 | Coelho              | Metalist Charków                  | 25    | 16 (3)        |
| 3 | Jewhen Sełezniow    | Dnipro Dniepropetrowsk            | 27    | 13 (2)        |
| 4 | Luiz Adriano        | Szachtar Donieck                  | 23    | 11 (2)        |
| 5 | Andrej Warankou     | Obołoń Kijów / Krywbas Krzywy Róg | 27    | 10            |
| 6 | Andrij Worobiej     | Arsenał Kijów                     | 23    | 9             |
| 6 | Ionuț Mazilu        | Arsenał Kijów                     | 25    | 9 (1)         |
| 6 | Jádson              | Szachtar Donieck                  | 26    | 9 (3)         |
| 6 | Denys Olijnyk       | Metalist Charków                  | 29    | 9             |
| 6 | Henrich Mychitarian | Metałurh Donieck                  | 29    | 9             |

## Medaliści
(liczba meczów i goli w nawiasach)
| 1. Szachtar Donieck |
| Bramkarzy: Andrij Piatow (27 / -14), Rustam Chudżamow (3 / -4). Obrońcy: Răzvan Raț (18 / 1), Mariusz Lewandowski (14 / 2), Ołeksandr Kuczer (14 / 1), Mykoła Iszczenko (12), Ołeksandr Czyżow (9), Wjaczesław Szewczuk (6). Pomocnicy: Jádson (26 / 9), Darijo Srna (26 / 2), Fernandinho (24 / 4), Wasyl Kobin (24 / 1), Jarosław Rakicki (24), Ilsinho (23 / 4), Willian (22 / 5), Tomáš Hübschman (18), Igor Duljaj (14), Douglas Costa (13 / 5), Ołeksij Haj (13 / 1), Kostiantyn Krawczenko (11 / 7), Alex Teixeira (3). Napastnicy: Luiz Adriano (23 / 11), Ołeksandr Hładky (22 / 6), Rusłan Fomin (12 / 1), Julius Aghahowa (9 / 1). Trener: Mircea Lucescu. Odeszli w sezonie: Ołeksij Polanski (4 / 1) (Zoria Ługańsk), Dmytro Czyhrynski (4) (FC Barcelona), Witalij Wiceneć (2) (Zoria Ługańsk), Wołodymyr Jezerski (0) (Zoria Ługańsk). |
| 2. Dynamo Kijów |
| Bramkarzy: Ołeksandr Szowkowski (24 / -13), Stanisław Bohusz (5 / -3), Denys Bojko (1 / -0). Obrońcy: Leandro Almeida (22), Betão (20), Jewhen Chaczeridi (18), Danilo Silva (13 / 1), Andrij Nesmaczny (13), Badr El Kaddouri (8). Pomocnicy: Ognjen Vukojević (28 / 2), Miloš Ninković (26 / 4), Roman Eremenko (26 / 1), Gérson Magrão (21 / 3), Taras Mychałyk (21 / 1), Tiberiu Ghioane (20 / 4), Ołeh Husiew (16 / 5), Ayila Yussuf (16 / 1), Roman Zozula (11 / 2), Denys Harmasz (4), Władysław Kalitwincew (1), Kyryło Petrow (1). Napastnicy: Andrij Jarmołenko (28 / 7), Artem Miłewski (27 / 17), Andrij Szewczenko (21 / 7), Artem Kraweć (9 / 1). Trener: Walerij Gazzajew. Odeszli w sezonie: Guilherme (4 / 1) (CSKA Moskwa), Carlos Corrêa (3 / 2) (Atlético Mineiro), Serhij Krawczenko (3 / 1) (Dnipro Dniepropetrowsk), Ołeksandr Alijew (3) (Lokomotiw Moskwa), Pape Diakhaté (2) (AS Saint-Étienne), Witalij Mandziuk (2) (Dnipro Dniepropetrowsk), Ołeksandr Rybka (0) (Obołoń Kijów). |
| 3. Metalist Charków |
| Bramkarzy: Ołeksandr Horiainow (26 / -16), Ihor Bażan (4 / -7). Obrońcy: Papa Gueye (30 / 2), Milan Obradović (26 / 1), Vitalie Bordian (22), Serhij Pszenycznych (12), Andrij Berezowczuk (11), Fininho (8 / 2). Pomocnicy: Denys Olijnyk (29 / 9), Serhij Walajew (28 / 2), Edmar (26 / 3), Ołeh Szełajew (26), Marko Dević (20 / 8), Wałentyn Slusar (19 / 1), Ołeksandr Rykun (18 / 1), Artem Putiwcew (6), Jewhen Selin (6), Serhij Baryłko (4), Anton Postupałenko (2). Napastnicy: Jaja (25 / 16), Wołodymyr Łysenko (14 / 1), Ołeksij Antonow (7 / 1). Trener: Myron Markewicz. Odeszli w sezonie: Jonathan Maidana (14) (Banfield), Alexei Eremenko Jr. (10) (FF Jaro), Venance Zézé (9 / 1) (FF Jaro), Marcin Burkhardt (7) (Jagiellonia Białystok), Hernán Fredes (4) (Independiente), Aleksandar Trišović (2) (Zakarpattia Użhorod), Seweryn Gancarczyk (1) (Lech Poznań). |

Uwaga: Piłkarze oznaczone kursywą występowali również na innych pozycjach.